# Štadión ŠKF Kremnička
Štadión ŠKF Kremnička – stadion piłkarski w Bańskiej Bystrzycy (w części miasta Kremnička), na Słowacji. Obiekt może pomieścić 1000 widzów. Swoje spotkania rozgrywają na nim piłkarze klubu ŠK Kremnička.